# Slovak International 2000
Die Slovak International 2000 im Badminton fanden vom 12. bis zum 15. Oktober 2000 in Prešov statt.

## Sieger und Platzierte
| Disziplin    | Gold                                | Silber                           | Bronze                           |
| ------------ | ----------------------------------- | -------------------------------- | -------------------------------- |
| Herreneinzel | Przemysław Wacha                    | Jacek Niedźwiedzki               | Aivaras Kvedarauskas             |
| Herreneinzel | Przemysław Wacha                    | Jacek Niedźwiedzki               | Ville Kinnunen                   |
| Dameneinzel  | Tracey Hallam                       | Kamila Augustyn                  | Markéta Koudelková               |
| Dameneinzel  | Tracey Hallam                       | Kamila Augustyn                  | Jill Pittard                     |
| Herrendoppel | Piotr Żołądek Przemysław Wacha      | Per-Henrik Croona Marcus Janssen | Martin Herout Stanislav Kohoutek |
| Herrendoppel | Piotr Żołądek Przemysław Wacha      | Per-Henrik Croona Marcus Janssen | Dimitrij Gutarev Andrei Konakh   |
| Damendoppel  | Kamila Augustyn Nadieżda Kostiuczyk | Hana Procházková Ivana Vilimkova | Tracey Hallam Natalie Munt       |
| Damendoppel  | Kamila Augustyn Nadieżda Kostiuczyk | Hana Procházková Ivana Vilimkova | Anna Rosko Angelika Węgrzyn      |
| Mixed        | Ondřej Lubas Markéta Koudelková     | Pavel Mečár Barbora Bobrovská    | Piotr Żołądek Angelika Węgrzyn   |
| Mixed        | Ondřej Lubas Markéta Koudelková     | Pavel Mečár Barbora Bobrovská    | Pascal Bircher Santi Wibowo      |